# Chloe Patrick
Chloe Patrick, née le 31 octobre 2004, est une coureuse cycliste américaine, spécialisée dans le cyclisme sur route et sur piste.

## Biographie
Chloe Patrick s'illustre d'abord sur piste durant ses saisons juniors. En 2021, alors qu'elle est junior 1, elle est sacrée championne des États-Unis élite sur la course à l'Américaine, avec Makayla MacPherson,.
En août 2022, elle participe aux championnats panaméricains avec les élites et y remporte la médaille de bronze sur la poursuite par équipe. 15 jours plus tard, elle remporte deux médailles d'argent lors des championnats du monde juniors, sur la course scratch et la course aux points. 
Sur route, elle remporte le Tour de Murrieta, course élite qui se déroule en Californie
En 2023, pour sa première saison élite, elle remporte la médaille de bronze de la course à l'Américaine lors des Jeux panaméricains, associée à Colleen Gulick.
Elle signe alors, pour la saison 2024 sur route, avec l'équipe continentale américaine, mais basée en France, Cynisca Cycling. Pour sa première saison sous ses nouvelles couleurs, elle s'impose lors de la quatrième étape du Tour of the Gila.
Elle commence sa saison 2025 en Europe, sur le Tour de la Communauté valencienne, épreuve UCI classée ProSeries. Elle y signe son premier top 10 à ce niveau, en terminant 7e.

## Palmarès sur route

### Par années
- 2022
  - Tour de Murrieta
- 2024
  - 4e étape du Tour of the Gila

### Classements mondiaux
| Année                                 | 2024 |
| ------------------------------------- | ---- |
| Classement UCI                        | 858e |
|                                       |      |
| Légende : nc = non classéSource : UCI |      |

## Palmarès sur piste

### Championnats du monde
| Édition / Épreuve       | Course aux points | Scratch |
| Tel Aviv 2022 (juniors) | Argent            | Argent  |

### Championnats nationaux
- 2021
  -  Championne des États-Unis de la course à l'américaine (avec Makayla MacPherson)